# Bicyclus pujoli
Bicyclus pujoli är en fjärilsart som beskrevs av Condamin 1961. Bicyclus pujoli ingår i släktet Bicyclus och familjen praktfjärilar. Inga underarter finns listade i Catalogue of Life.